# 詹姆森·泰昂
詹姆森·李·泰昂（英語：Jameson Lee Taillon, 1991年11月18日—），為美國職棒大聯盟的投手，目前效力於芝加哥小熊。他先前曾效力過海盜與洋基兩隊。
2010年美國職棒大聯盟選秀，泰昂在首輪第二順位被匹茲堡海盜選中。並於2016年登上大聯盟。
Fangraphs曾評估泰昂是繼賈許·貝基特後最有潛力的高中投手。Baseball America認為他的潛力值很接近2009年的選秀狀元史蒂芬·史崔斯伯格。

## 早年
1991年11月18日，詹姆森·泰昂生於佛羅里達州萊克蘭。他在高中四年投出22勝6敗，其中他在高四那年還投出一場單場19K的無安打比賽。

## 職業生涯

### 小聯盟
2010年美國職棒大聯盟選秀第1輪第2順位，匹茲堡海盜選進泰昂。2011年4月27日，泰昂首次在小聯盟登板。該年他的成績為2勝3敗，防禦率3.98。
2012年，他參加了未來之星明星賽。該季他9勝8敗，防禦率3.55。
2013年，代表加拿大隊參加2013年世界棒球經典賽，成為陣中最年輕的球員（21歲）。該年他在小聯盟投出5勝10敗，防禦率3.73。
2014年球季，他動了Tommy John手術，這也使得他2015年球季一起報銷。
2016年球季，他在小聯盟投出4勝2敗，防禦率2.04。

### 匹茲堡海盜
2016年6月8日，泰昂登上大聯盟。他的處女秀就面對大都會王牌諾亞·辛德賈德，他主投6局，挨了6安失3分無關勝敗。比賽結束後，泰昂被下放3A。不過幾天後，海盜隊王牌投手格里特·柯爾受傷，泰昂重返大聯盟。6月14日，他一樣面對大都會隊，他投了7局的無安打，後來被柯蒂斯·格蘭德森擊出安打。最終海盜4比0贏球，泰昂拿下大聯盟首勝。該年他出賽18場，5勝4敗，防禦率3.38。
2017年球季，泰昂進入球隊的先發名單內。5月因為動了睪丸癌手術而缺席。3週後重返球場，主投3局失一分。該季他8勝7敗，防禦率4.44。
2018年4月8日，他面對紅人隊投出生涯首次完投完封勝。他也入選國聯單週最佳球員。8月7日，他面對洛磯隊，再度投出完投勝。他成為國聯第一位在2018年投出2場完投勝的投手。該季他先發32場，14勝10敗，防禦率3.20。2019年，他因為前臂受傷，導致他該年僅拿下2勝3敗，防禦率4.10的成績。8月14日，泰昂動了屈肌腱手術，這使得他2019年球季提前報銷，連2020年球季都不會上場。

### 紐約洋基
2021年1月24日，泰昂被交易至紐約洋基，海盜隊也換回Miguel Yajure、Roansy Contreras、Canaan Smith，以及Malkol Escotto等四名小聯盟球員。

## 個人生活
泰昂的父母親都是加拿大人，因此他擁有雙重國籍。而他在2017年5月8日曾罹患睪丸癌，並在休息三週後成功恢復並重返大聯盟。

## 外部連結
- 球員資訊和成績在MLB，ESPN，Baseball-Reference，Fangraphs，Baseball-Reference (Minors)（英文）
- 詹姆森·泰昂的X（前Twitter）